# Peter Capaldi
Peter Capaldi (* 14. dubna 1958 Glasgow) je skotský herec, režisér a spisovatel. Jeho bývalá velmi významná role byla role dvanáctého Doktora v kultovním britském sci-fi seriálu Doctor Who. Mimo to odehrál mnoho rolí jako je Malcom Tucker v pořadu Je to soda, a nebo Danny Oldsen ve filmu Local Hero.

## Mládí
Peter se narodil v roce 1958 v skotském městě Glasgow. Jeho dědeček z otcovy strany byl Ital, zbytek jeho rodiny je převážně irský nebo skotský. Jeho rodiče vlastnili zmrzlinový obchod. Peter navštěvoval základní školu svaté Terezy v Possilparku, základní školu svatého Matouše v Bishopbriggs a střední školu v Kirkintilloch. Poté byl přijat na Glasgowskou školu umění. Už od mala navštěvoval dramatické kurzy a byl velkým fanouškem Doctora Who. Když mu bylo 15 tak dokonce poslal dopis Rogeru Delgadovi, jež hrál postavu Vládce v klasickém Doctor Who. Než se stal hercem, hrál v punk rockové kapele Dreamboys, spolu s bubeníkem Craigem Fergusonem, budoucím komikem .

## Kariéra

### Počátky
Jeho první film byla romantická komedie Living Apart Together, kde ztvárnil postavu Joe. O rok později se dostal do povědomí obecenstva díky roli Dannyho Oldsena v komedii Local Hero (Místní hrdina). Jeho první televizní role byl uzavřený gay, jež imigroval. V roce 1999 hrál v sérii Psychos matematika s biopolární poruchou. V roce 2007 se objevil v seriálu Waking the Dead a v britském sitcomu Magicians. V roce 2008 hrál krále v The Devil's Whore. Dále například propůjčil svůj hlas do animovaného filmu Haunted Hogmanay. V roce 2011 si zahrál postavu doktora Peta v pořadu The Field of Blood, za kterou byl nominován na cenu BAFTA Skotsko v kategorii TV herec/herečka, byl poražen jeho co-star Jaydem Johnsonem. Od roku 2014 hraje roli kardinála Richelieu v moderní adaptaci Tří mušketýrů na BBC One.

### Je to soda
V tomto pořadu vysílaným v letech 2005 – 2009 si zahrál hlavní roli  Malcolm Tucker. Za tuto roli byl v roce 2006 nominován na cenu BAFTA a RTS za nejlepší komedii; vyhrál však jen cenu BAFTA, a to až v roce 2010. V roce 2012 si zahrál stejnou postavu ve filmu In the Loop (Politické kruhy).

### Doctor Who
Capaldimu bylo nabídnuto při prvním obnovování seriálu v roce 1996, aby se přihlásil na konkurz na osmého doktora. Ten však ale odmítl.Přihlásil se až  v roce 2013 na konkurz na dvanáctého doktora a vyhrál ho. Peter Capaldi je po Colinu Bakerovi druhým doktorem, který se v pořadu objevil již dříve, ale ne jako Doktor. Peter si zahrál v epizodě Ohně Pompejí postavu otce rodiny. Peter je stejně jako David Tennant, představitel desátého doktora, fanouškem seriálu ještě před jeho obnovením. Peter konkurz vyhrál hlavně díky tomu, že si hlavní režisér seriálu Steven Moffat přál změnu charakteru, pro kterou se Peter Capaldi hodí dokonale. Jeho charakter zprvu působil velmi nesympaticky, Doktor opomíjel svoje společníky a nesnažil se zachránit všechny, jako tomu bylo dříve u jedenáctého doktora. V průběhu série se ale Doktor změnil a na konci série se dostal do bodu, kdy si se svou společnicí rozumí . Peter je po Sylvesteru McCoyovi a Davidu Tennantovi třetí doktor ze Skotska a vadí mu jeho obočí, které je prý až nadmíru přísné.

### Režisér a spisovatel
V roce 1995 vyhrál Oskara za svůj film Franz Kafka's It's a Wonderful Life. Dále napsal Soft Top a Hard Shoulder za což získal cenu diváků na londýnském filmovém festivalu. Dále napsal a režíroval Strictly Sinatra v britském sitcomu Getting On, kde si v jedné epizodě zahrál Doctora Who, aniž by jím ještě byl. V roce 2012 napsal ve spolupráci s Tonym Rochem The Cricklewood Greats, který pojednává o fiktivním filmovém studiu. V roce 2012 Capaldi napsal a režíroval film Narodit se pro to být králem (Born to be King).

## Osobní život
Od roku 2009 je patronem mezinárodní organizace na podporu výzkumu rakoviny (AICR) a skotské dětské charitativní organizace v Aberlour. V roce 1991 si vzal herečku Elaine Collins poblíž svého rodného města ve Strathblane. Nyní žijí v Crouch End v Londýně a mají již dospělou dceru Cecily.

## Filmografie

### Film
| Rok  | Název                               | Role               | Poznámky |
| ---- | ----------------------------------- | ------------------ | --- |
| 1982 | Living Apart Together               | Joe                | |
| 1983 | Local Hero                          | Danny Oldsen       | |
| 1984 | Bless My Soul                       |                    | |
| 1985 | The Personal Touch                  | Dominic            | Televizní film |
| 1985 | Turtle Diary                        | Assistant keeper   | |
| 1985 | John and Yoko: A Love Story         | George Harrison    | Televizní film |
| 1986 | God's Chosen Car Park               | Everard            | Televizní film |
| 1987 | The Love Child                      | Dillon Flynn       | |
| 1987 | The Story of a Recluse              | Jamie              | Televizní film |
| 1988 | The Lair of the White Worm          | Angus Flint        | |
| 1988 | Dangerous Liaisons                  | Azolan             | |
| 1989 | Dream Baby                          | Willie             | Televizní film |
| 1991 | December Bride                      | Young Sorleyson    | |
| 1991 | Straight Talking                    |                    | Krátký film |
| 1992 | The Lake                            | Max                | Krátký film |
| 1993 | Soft Top Hard Shoulder              | Gavin Bellini      | Spisovatel BAFTA Skotksko ocenění za nejlepšího herce |
| 1993 | Franz Kafka's It's a Wonderful Life | Spisovatel/Režisér | |
| 1994 | Captives                            | Simon              | |
| 1996 | The Grapevine                       |                    | Krátký film |
| 1996 | The Treasure Seekers                | Jellicoe           | Televizní film |
| 1996 | Giving Tongue                       | Duncan Fielding    | Televizní film |
| 1997 | Smilla's Sense of Snow              | Birgo Lander       | |
| 1997 | Bean                                | Gareth             | |
| 1997 | Shooting Fish                       | Mr. Gilzean        | |
| 1998 | What Rats Won't Do                  | Tony               | |
| 1999 | The Greatest Store in the World     | Mr. Whiskers       | Televizní film |
| 2001 | Hotel!                              | Hilton Gilfoyle    | Televizní film |
| 2001 | Strictly Sinatra                    | Spisovatel/Režisér | |
| 2002 | Mrs Caldicot's Cabbage War          | Derek              | |
| 2002 | Max                                 | David Cohn         | |
| 2003 | Unconditional Love                  | DI Terry Machin    | Televizní drama |
| 2003 | Shotgun Dave Rides East             | Rob                | Krátký film |
| 2004 | House of 9                          | Max Roy            | |
| 2004 | Niceland (Population. 1.000.002)    | John               | |
| 2004 | Modigliani                          | Jean Cocteau       | |
| 2005 | Wild Country                        | Father Steve       | |
| 2005 | The Best Man                        | Priest             | |
| 2006 | Pinochet in Suburbia                | Andy McEntee       | |
| 2006 | Aftersun                            | Jim                | Televizní film |
| 2007 | Salvage                             | James Mulwray      | Krátký film |
| 2007 | Magicians                           | Mike Francis       | |
| 2009 | In the Loop                         | Malcolm Tucker     | BAFTA Scotland Award for Best Acting Performance in Film Chlotrudis Award for Best Supporting Actor New York Film Critics Circle Award for Best Supporting Actor (3rd place) Los Angeles Film Critics Association Award for Best Supporting Actor (2nd place) Central Ohio Film Critics Association Award for Best Supporting Actor (2nd place) International Cinephile Society Award for Best Supporting Actor (2nd place) Nominován — British Independent Film Award for Best Actor Nominován — Chicago Film Critics Association Award for Best Supporting Actor Nominován — Online Film Critics Society Award for Best Supporting Actor Nominován — Evening Standard British Film Awards: Peter Sellers Award for Comedy Nominován — Online Film & Television Association Award for Best Supporting Actor Nominován — London Film Critics Circle Award for British Actor of the Year |
| 2010 | Bistro                              | Max                | Krátký film |
| 2011 | The Suspicions of Mr Whicher        | Samuel Kent        | Televizní film |
| 2011 | Big Fat Gypsy Gangster              | Peter VanGellis    | |
| 2013 | World War Z                         | W.H.O. Doctor      | |
| 2013 | The Fifth Estate                    | Alan Rusbridger    | |
| 2014 | Paddington                          | Mr. Curry          | |

### Stage
| Rok       | Název                                           | Role               | Poznámky               |
| --------- | ----------------------------------------------- | ------------------ | ---------------------- |
| 1974      | An Inspector Calls                              |                    | Fort Theatre           |
| 1983      | John, Paul, George, Ringo and Bert              |                    | Young Vic              |
| 1983      | Twelfth Night                                   | Fabian             | Young Vic              |
| 1983      | The Duenna                                      |                    | Young Vic              |
| 1984      | Blood Brothers                                  | Eddie              | UK tour                |
| 1984      | Dracula                                         | Jonathan Harker    | Half Moon Theatre      |
| 1985      | Songs for Stray Cats and Other Living Creatures | Graeme             | Paines Plough Theatre  |
| 1986      | All the Fun of the Fair                         |                    | Half Moon Theatre      |
| 1988      | The Tom and Sammy Jo Show                       | Tom                | Tron Theatre           |
| 1989      | Valued Friends                                  | Howard             | Hampstead Theatre      |
| 1989      | Treats                                          |                    | Hampstead Theatre      |
| 1993      | Murder Is Easy                                  | Luke Fitzwilliam   | Duke of York's Theatre |
| 1998      | The Judas Kiss                                  | Robbie Ross        | Almeida Theatre        |
| 1998      | The Judas Kiss                                  | Robbie Ross        | Playhouse Theatre      |
| 1998      | The Judas Kiss                                  | Robbie Ross        | Broadhurst Theatre     |
| 2001      | Feelgood                                        | Paul               | Garrick Theatre        |
| 2007      | Absurdia                                        | Various characters | Donmar Warehouse       |
| 2011–2012 | The Ladykillers                                 | Professor Marcus   | Liverpool Playhouse    |
| 2011–2012 | The Ladykillers                                 | Professor Marcus   | Gielgud Theatre        |

### Rádio
| Rok       | Název                   | Role            | Poznámky    |
| --------- | ----------------------- | --------------- | ----------- |
| 2001      | Our Brave Boys          | Officer Grieves | BBC Rádio 4 |
| 2007      | The First King of Mars  | Reader          | BBC Rádio 4 |
| 2009      | Come On Up to the House | Reader          | BBC Rádio 4 |
| 2009–2010 | The News at Bedtime     | Jim Tweedledee  | BBC Rádio 4 |

### Video hry
| Rok  | Název           | Role       | Poznámky |
| ---- | --------------- | ---------- | -------- |
| 2015 | LEGO Dimensions | The Doctor |          |